# Icaria Fossae
Le Icaria Fossae sono una struttura geologica della superficie di Marte.